# Aeroporto di Sfax-Thyna
L'Aeroporto di Sfax–Thyna o Aeroporto Internazionale di Sfax (IATA: SFA, ICAO: DTTX) è un aeroporto tunisino situato presso la città di Sfax nel governatorato omonimo. È situato a 8 chilometri stradali ad ovest dal centro e la medina di Sfax.

## Storia
Nel corso degli anni l'aeroporto ha visto diversi lavori di miglioramento tra cui l'ampliamento del vecchio terminal passeggeri a 2000 m² nel 1988, il prolungamento della pista nel 1989, e la costruzione del terminal cargo nel 1996. I lavori per la costruzione della nuova aerostazione odierna, da 8.000 m², iniziarono nel 2005 e si conclusero con l'inaugurazione della struttura il 7 dicembre 2007 con un costo di 6 milioni di dinari.
Dal 2011 al 2015 l'aeroporto di Sfax è stato base per la compagnia aerea Syphax Airlines.